# صقير شرقي
صُقَيِّر شرقي (الاسم العلمي: Falco severus)، نوع من الصقور يبلغ طوله عادًة من 27 إلى 30 سم. يمكن العثور عليه في الأجزاء الشمالية من شبه القارة الهندية، عبر جبال الهملايا الشرقية ويمتد جنوبًا عبر الهند الصينية إلى أستراليا. وقد سُجل بوصفه طائر طواف من ماليزيا.

## الغذاء والموئل
يتغذى طائر الصُقير الشرقي بشكل أساسي على الحشرات والطيور، وفي حالات نادرة لوحظ أنه يصطاد الخفافيش. موئله النموذجي هي المناطق الحرجية المنخفضة والغابات. يعشش في أعشاش الطيور الأخرى إما في الأشجار أو على حواف المباني أو على المنحدرات. موسم تكاثره من مايو إلى أغسطس.